# 33e brigade blindée (Royaume-Uni)
La 33e brigade blindée (33th Armoured Brigade, en anglais), est une formation de l'armée britannique dissoute en 1992.